# Yukichi Chuganji
Yukichi Chuganji (中願寺 雄吉?, Chūganji Yūkichi; Chikushino, 23 marzo 1889 – Ogōri, 28 settembre 2003) è stato un supercentenario giapponese, vissuto 114 anni e 189 giorni.
Detenne il titolo di Decano maschile dell'umanità dal 3 gennaio 2002 e quello di Decano dell'umanità dal 29 dicembre 2002, entrambi sino al proprio decesso. Si tratta inoltre del settimo uomo più longevo di sempre la cui età sia stata accertata.

## Biografia
Nato il 23 marzo 1889 nella cittadina di Chikushino, nella prefettura di Fukuoka, ai primi del Novecento si diplomò in una scuola tecnica, dando inizio alla sua vita lavorativa. Nel 1914 si sposò con Shika Nakaganji (morta nel 1973), da cui ebbe quattro figli maschi e una figlia femmina. Successivamente fu impiegato bancario, istruttore e membro del comitato pubblico per il benessere locale.
Trascorse una vecchiaia estremamente attiva: a 90 anni andava ancora in bicicletta, mentre a oltre un secolo leggeva abitualmente giornali e potava le proprie piante salendo sulle scale. Gli piaceva votare, ma smise di recarsi personalmente al seggio elettorale intorno al 2000, quando divenne parzialmente cieco. Successivamente tese a trascorrere la maggior parte del proprio tempo a casa, ma consumava i pasti con regolarità, gradendo soprattutto la carne di manzo, il riso e i cibi prevalentemente zuccherati, anche a 114 anni.
Il 18 gennaio del 2000, alla morte del 111enne Sadayoshi Tanabe, Yukichi divenne l'uomo più longevo vivente in Giappone; il 3 gennaio 2002, alla morte della conterranea Matsuno Oikawa, proveniente dalla Prefettura di Iwate, il supercentenario divenne la persona più anziana del Giappone (benché venisse reputato secondo, alle spalle di Kamato Hongo). Lo stesso giorno, a Tiana, in Sardegna, morì alla soglia dei 113 anni Antonio Todde, considerato dal Guinness dei primati come l'essere umano di sesso maschile più longevo in vita; il titolo passò dunque al Chuganji, che fu riconosciuto detentore poco dopo. Il 29 dicembre dello stesso anno, al decesso della statunitense Mae Harrington, Yukichi divenne la persona più longeva in vita attualmente riconosciuta dal Guinness, in quanto la Hongo è stata disconosciuta nel 2012.
Ormai costretto quasi completamente a letto, il supercentenario si spense il 28 settembre 2003 nella propria abitazione a Ogōri, nella Prefettura di Fukuoka (dalla quale proveniva anche la centodiciannovenne Kane Tanaka, la seconda persona più longeva di sempre); il suo decesso avvenne in presenza del nipote sessantenne: questi gli aveva portato del succo fatto in casa, che il centoquattordicenne aveva gradito, addormentandosi poco dopo. Dei figli, solo la femmina gli sopravvisse, insieme a sette nipoti e dodici pronipoti.